# Єрмоленко Максим Андрійович
Максим Андрійович Єрмоленко (нар. 14 травня 1998, м. Харків, Україна) — український футболіст, що виступав на позиції нападника, а також футбольний тренер.

## Життєпис

### Кар'єра гравця
Вихованець харківського «Металіста». Дорослу футбольну кар'єру розпочав у 2015 році в складі «Статусу» (Кегичівка), який виступав у чемпіонаті Харківської області. У сезоні 2015/16 виступав за юнацьку (28 матчів, 12 голів) та молодіжну (1 поєдинок) команди харківського «Металіста».
Після припинення існування «Металіста» став гравцем новоствореного «Металіста 1925», у складі якого в сезоні 2016/17 виступав у аматорському чемпіонаті України (12 матчів, 3 голи). Допоміг харківському клубу завоювати срібні медалі чемпіонату та путівку до Другої ліги. У серпні — вересні 2017 року виступав за ФК «Зміїв» в обласному чемпіонаті (9 матчів, 13 голів). У Другій лізі дебютував за «Металіст 1925» 22 квітня 2018 року в переможному (3:0) домашньому поєдинку 26-го туру проти дніпровського «Дніпра». Максим вийшов на поле на 80-й хвилині, замінивши Владислава Краєва. Дебютним голом за харківську команду відзначився 12 травня 2018 року на 7-й хвилині нічийного (1:1) домашнього поєдинку 30-го туру Другої ліги проти одеського клубу «Реал Фарма». Єрмоленко вийшов на поле в стартовому складі, на 46-й хвилині отримав жовту картку, а на 47-й хвилині його замінив Сергій Давидов. У сезоні 2017/18 допоміг «Металісту 1925» завоювати бронзові нагороди чемпіонату та отримати путівку до Першої ліги. Під час зимової перерви в сезоні 2020/21 припинив співпрацю з харківським клубом.
5 лютого 2021 року став гравцем іншого клубу Першої ліги, краматорського «Авангарда», який влітку того ж року змінив назву на ФК «Краматорськ».
10 липня 2022 року підписав контракт з одеським «Чорноморцем», клубом української Прем'єр-ліги.
У 2023 році був змушений завершити ігрову кар'єру через травми.

### Тренерська кар'єра
29 липня 2024 року увійшов до тренерського штабу «Металіста 1925-2».

## Досягнення
«Металіст 1925»
 Друга ліга України:
 Бронзовий призер: 2017/18
 Чемпіонату України серед аматорів:
 Срібний призер: 2016/17
«Оболонь»
 Перша ліга України:
 Срібний призер: 2022/23